# Doping in der Bundesrepublik Deutschland
Doping in der Bundesrepublik Deutschland wurde sowohl vor als auch nach 1990 in vielen Fällen nachgewiesen. In verschiedenen Sport-Wettkampfdisziplinen wurde es seit 1970 bis circa 1990 systematisch von dem zum Geschäftsbereich des Bundesinnenministeriums gehörenden Bundesinstitut für Sportwissenschaft (BISp) unterstützt. Später konnte es in großem Umfang insbesondere bei Profi-Radfahrern nachgewiesen werden.

## Doping-Geschichte und Aufarbeitung
Nach Ansicht von Henk Erik Meier et al. wurde in der Auseinandersetzung mit der „Dopingvergangenheit des bundesdeutschen Sports“ erst durch die „Auseinandersetzung mit dem ‚Staatsdoping‘ in der untergegangenen DDR intensivere Bemühungen“ ausgelöst. Dennoch spielte das Thema in der sportwissenschaftlichen, politischen und öffentlichen Diskussion bereits auch in den vorherigen Jahrzehnten eine Rolle, unter anderem durch Anstöße von Dopingbekämpfern wie Brigitte Berendonk, Werner Franke, Hansjörg Kofink, Gerhard Treutlein und Liesel Westermann. Einer Einschätzung des Journalisten Ralf Meutgens im Magazin „Doping“ zufolge gab es auf solche kritische Stimmen in den 1960er, 1970er und 1980er Jahren aber weder bei den bundesdeutschen Sportverbänden noch in den meisten Medien entsprechende „Resonanzen und Reaktionen“. In einer Untersuchung zur Rolle des Sportjournalismus in der Dopingberichterstattung kamen die Kommunikationswissenschaftler Michael Schaffrath und Fabian Kautz zu dem Ergebnis, dass sich in Deutschland mit etwa vier Prozent nur eine kleine Minderheit der Sportjournalisten intensiv mit dem Thema Doping beschäftigt und regelmäßig dazu publiziert.

### 1950er
Als der erste Skandal rund um leistungssteigernde Mittel in der Bundesrepublik gilt der Fall Martin Brustmann aus dem Jahr 1952. Der Arzt der bundesdeutschen Rudermannschaft verabreichte den Sportlern Testoviron-Tabletten, die „Kraftpillen“ genannt wurden. Brustmann wurde 1952 vor den Olympischen Spielen aus seiner Funktion als Mannschaftsarzt entlassen. 1952 legte der Deutsche Sportbund (DSB) eine erste Dopingdefinition vor: „Die Einnahme eines jeden Medikamentes - ob es wirksam ist oder nicht - mit der Absicht der Leistungssteigerung während des Wettkampfes, ist als Doping zu bezeichnen.“ Diese Einordnung wurde später kritisiert, da diese etwa auch die Verabreichung von Vitaminpräparaten umfasst.

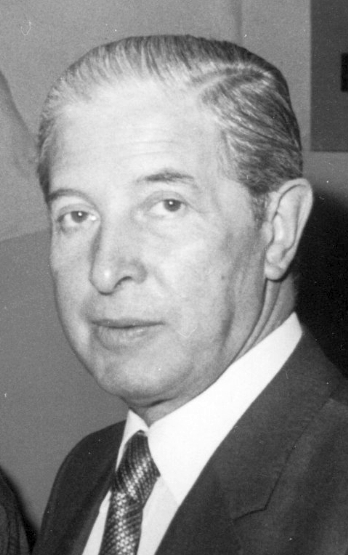
Mannschaftsarzt Franz Loogen

Vor dem Endspiel der Fußballweltmeisterschaft 1954 erhielten Spieler der deutschen Mannschaft Vitaminspritzen. Mannschaftsarzt Franz Loogen hatte zuvor gelesen, dass in Tierversuchen mit Vitamin C die Ausdauer verbessern worden sei. Da einige Spieler nach dem Turnier an Gelbsucht erkrankten, kamen Gerüchte auf, sie hätten auch andere Mittel erhalten, wofür aber keine Beweise vorliegen. Auch der ungarische Starspieler Ferenc Puskás nährte 1957 diese Spekulationen. Doping wiesen die deutschen Spieler entschieden zurück. Als wahrscheinlichste Annahme gilt, dass sich die Spieler durch nicht genügend sterilisierte Spritzen ansteckten.

### 1960er
Auf höchster politischer Ebene gab es in der BRD ab den 1960er Jahren Bemühungen, Doping zu verbieten: So wurde 1967 in einem Bericht über die Arbeit des Ausschusses für öffentliche Gesundheit festgehalten, dass sich die Bundesregierung im Europarat für die Annahme einer Empfehlung an die Mitgliedsstaaten eingesetzt habe, um „auf die zuständigen Sportverbände einzuwirken, das Doping von Sportlern zu verbieten und Zuwiderhandlungen unter Strafe zu stellen.“ Dass das Thema in der Öffentlichkeit angekommen war, zeigte etwa die ZDF-Sendung „Ein Spiegel des Sports“, die sich Anfang Oktober 1967 in einer Diskussionsrunde dem Thema Doping widmete und in der unter anderem festgestellt wurde, Doping sei „in aller Munde“. Als erster Doping-Todesfall im bundesdeutschen Sport gilt der Profiboxer Jupp Elze, der am 20. Juni 1968 starb. Acht Tage zuvor war er bei einem EM-Kampf bewusstlos zusammengebrochen, mit Verdacht auf eine Hirnblutung ins Krankenhaus geliefert und dort operiert worden, wachte aber nicht mehr aus dem Koma auf. Bei der Untersuchung der Leiche wurden Spuren eines Aufputschmittels gefunden. Im August 1968 gab es auf Vorschlag Willi Daumes im Deutschen Sportbund (DSB) erste Bemühungen, sich für ein Anti-Doping-Gesetz einzusetzen.
Einen wichtigen Beitrag zur öffentlichen Diskussion um Doping im westdeutschen Spitzensport gab es Ende der 1960er Jahre durch einen aufrüttelnden Aufsatz von Brigitte Berendonk in der Wochenzeitung Die Zeit (5. Dezember 1969). Darin beschrieb die Autorin und ehemalige Spitzenkugelstoßerin und -diskuswerferin unter anderem eigene, bei den Olympischen Sommerspielen 1968 gemachte Beobachtungen, machte auf mögliche gesundheitliche Folgeschäden des Anabolikamissbrauchs aufmerksam und gab Beispiele von Medikamenteneinsatz im bundesdeutschen Leistungssport. Sportführung und Sportpresse warf sie in diesem Artikel vor, Doping „zu vertuschen und zu verdrängen“. Berendonk schrieb von einem „Hormon-Doping-Wahn“.

### 1970er
Im September 1970 wurden vom Hauptausschuss des Deutschen Sportbundes Doping-Rahmenrichtlinien als „gegliedertes Regelwerk mit ausführlicher Dopingliste“ beschlossen.
Für Aufsehen vor den Olympischen Sommerspielen 1972 sorgte der Rücktritt des bundesdeutschen Kugelstoß-Bundestrainers der Damen, Hansjörg Kofink, nachdem dessen Sportlerinnen trotz erbrachter Qualifikation nicht für die Spiele nominiert wurden. Man habe im Verband „keine westdeutschen Sportlerinnen auf den hinteren Rängen sehen“ wollen, so Kofink. Der Verband habe „Ergebnisse verlangt, die nur mit Doping möglich" gewesen seien. „Es wurde ja flächendeckend gedopt“, sagte Kofink 2012 rückblickend.
1974 setzte die Bundesregierung beim Bundesinstitut für Sportwissenschaft einen Beauftragten für Dopinganalytik ein.
Im 2015 veröffentlichten Gutachten zu Joseph Keul von der Universität Freiburg, einem der führenden Sportmediziner des Landes, wurde festgehalten, dass dessen „positive Haltung in Bezug auf die effektivsten Dopingmittel in der Sportgeschichte überhaupt, die anabolen Steroide“ unverkennbar gewesen sei. Seit Beginn der 1970er Jahre habe er „medizinische Unbedenklichkeitserklärungen in Bezug auf Anabolika“ abgegeben. Ohne Keuls Erklärungen, so die Autoren des Gutachtens, hätte der Sport für „sein systematisches Doping von der Politik nicht jene Rückendeckung erhalten, die für das in einigen Sportarten vermutlich flächendeckende Doping notwendig war“.
Das Thema rückte Mitte und Ende der 1970er Jahre verstärkt in den Mittelpunkt, auch der Politik. Ein Auslöser für die Diskussionen rund um den Einsatz verbotener und zulässiger Medikamente im Spitzensport war die Gabe eines Präparats an bundesdeutsche Athleten zur Verzögerung der Übersäuerung der Muskeln. Rund 1200 Sportler sollen dieses damals nicht verbotene Präparat, das später als „Kolbe-Spritze“ bezeichnet wurde, bei den Olympischen Sommerspielen 1976 erhalten haben. Die Spritze war auf Untersuchungen des Sportmediziners Alois Mader zurückzuführen. Der damalige bundesdeutsche Olympiaarzt Josef Nöcker sagte, die in der „Kolbe-Spritze“ enthaltenen (und geheimgehaltenen) Mittel seien in jeder Apotheke zu kaufen gewesen, er ordnete die Gabe der Spritze als „Leistungsstabilisierung“ und als Teil einer Gesamtheit von Betreuungsmaßnahmen wie eine gezielte Ernährung ein. Dass keine verbotenen Dopingmittel enthalten waren, wurde vom Weltruderverband bestätigt. An der „Kolbe-Spritze“ entzündete sich ein Streit namhafter bundesdeutscher Sportmediziner: Paul Nowacki sprach von „medizinischer Manipulation“ und „peripherem Doping“, Joseph Keul hielt Nowacki „fehlende wissenschaftliche Sachlichkeit und Spekulation“ vor. Laut Kofink kam es in Anschluss an Olympia 1976 in Montreal „in der BRD zu einer einzigartigen Doping-Diskussion in allen Medien“. In dieser wurden auch sportethische Grundsatzfragen sowie das Thema der Schaffung von Chancengleichheit durch medizinische Leistungssteigerung behandelt.

1976 räumte Sportmediziner Armin Klümper ein, Anabolika an Sportler gegeben zu haben. Den Vorwurf einer „planmäßigen Verseuchung von Athleten mit Anabolika“ wies er zurück. 

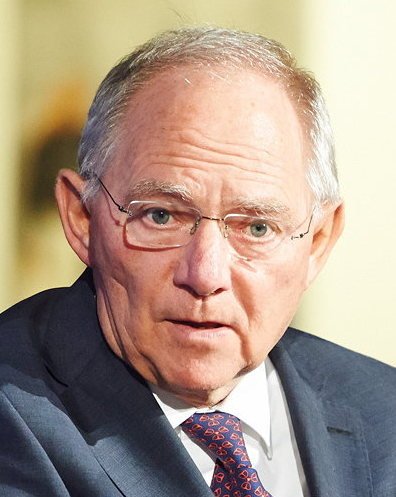
Wolfgang Schäuble

1977 empfahl Wolfgang Schäuble, damals sportpolitischer Sprecher der CDU/CSU-Fraktion, bei einer Anhörung im Bundestag, den Einsatz von Medikamenten, wenn sie denn im Leistungssport unverzichtbar seien, fürsorglich von Sportmedizinern steuern zu lassen. Schäuble sprach sich demzufolge nicht gegen Doping aus, sondern äußerte mit Bezug auf Anabolika:

„Wir wollen solche Mittel nur eingeschränkt und unter ärztlicher Verantwortung einsetzen, weil es offenbar Disziplinen gibt, in denen heute ohne den Einsatz dieser Mittel der leistungssportliche Wettbewerb in der Weltkonkurrenz nicht mehr mitgehalten werden kann.“

Im April 1977 veröffentlichte Werner Franke den Artikel „Anabolika im Sport“, in dem er auf Gesundheitsrisiken hinwies, beschrieb die Rolle einflussreicher Sportmediziner und kritisierte die Behauptung der Unbedenklichkeit von Anabolika.
Berendonk prangerte in den 1970er Jahren wiederholt in den Medien Doping an. So beklagte sie 1977 im Aktuellen Sportstudio, der „Betrug mit Anabolika“ sei nach den Olympischen Sommerspielen 1976 von Montreal „zusehends gebilligt worden“ und warf der Presse vor, das Problem zu verharmlosen und herunterzuspielen. Bestimmte Sportmediziner zeigten eine „scheinheilige und zynische Haltung“, indem sie behaupteten, dass es bei der Verabreichung von Anabolika „keine schädlichen Nebenwirkungen“ gebe, so Berendonk 1977. In einem ebenfalls im Aktuellen Sportstudio stattfindenden weiteren Streitgespräch nur wenige Wochen später kam es unter anderem zu Konfrontationen zwischen Berendonk und Sportmediziner Joseph Keul. In derselben Sendung verteidigten Sprinter Manfred Ommer und Hammerwerfer Walter Schmidt die Einnahme leistungssteigernder Mittel unter anderem mit dem Argument, sonst in Wettkämpfen nicht konkurrenzfähig zu sein. Ommer, der im März 1977 gestand, Dopingmittel verwendet zu haben, bezeichnete später die Sportmedizin der Universität Freiburg als „Paradies für die Athleten. Dort bekam man das, was man brauchte.“ Hingegen sei Köln „die Hölle“ gewesen, da dort Manfred Donike versucht habe, dopende Sportler zu überführen. In einer im Juni 1977 veröffentlichten Grundsatzerklärung, die von einer Kommission unter Leitung von Ommo Grupe erarbeitet worden war, hielt der Deutsche Sportbund unter anderem fest, dass „jede medikamentös-pharmakologische Leistungsbeeinflussung und technische Manipulation am Athleten zum Zwecke der Leistungssteigerung“ abzulehnen sei. Diese beeinträchtigten die Würde des Athleten, widersprächen dem Sinne des Sports und schließen schädigende Nebenwirkungen nicht aus.

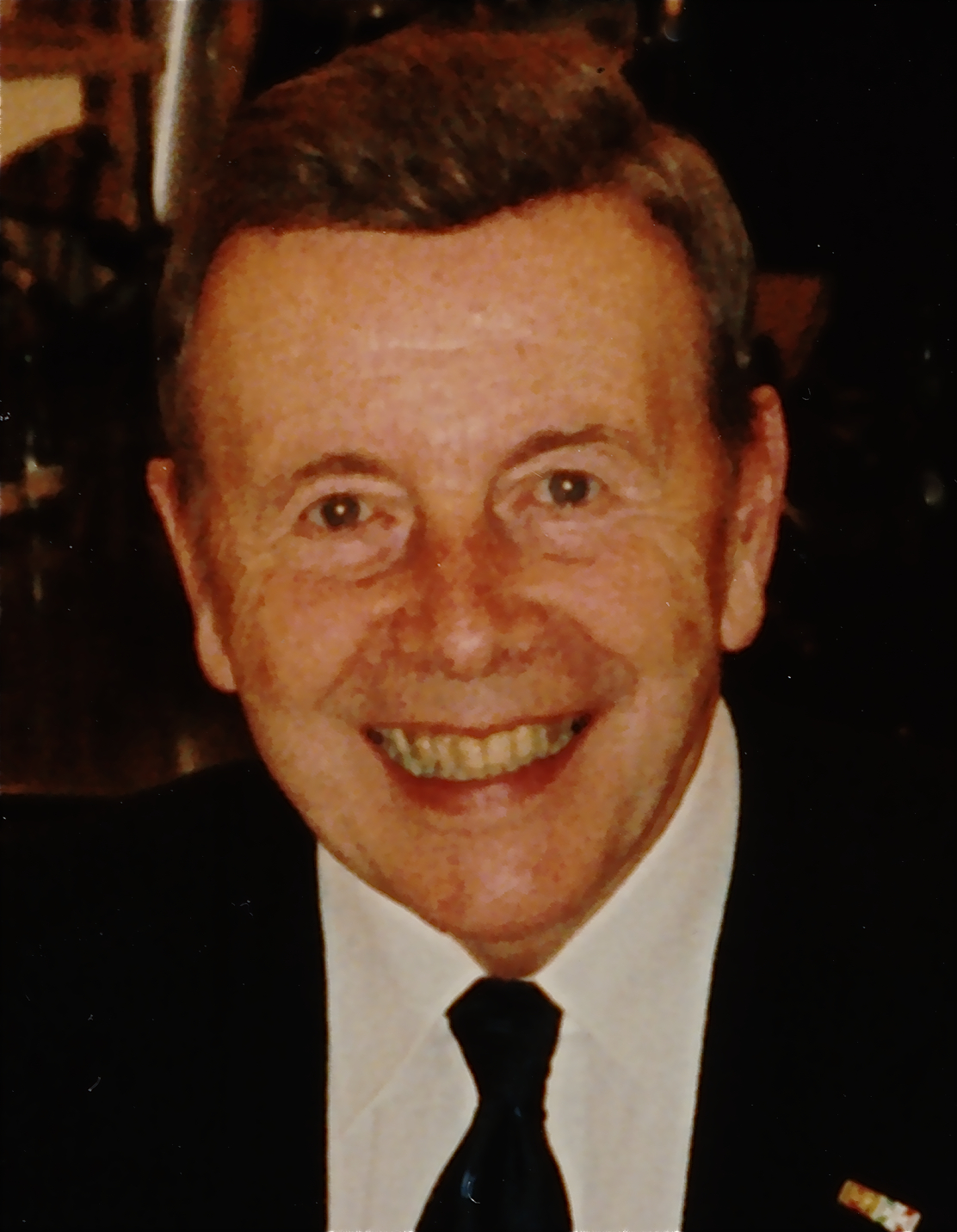
Sportmediziner Wildor Hollmann

Wildor Hollmann, einer der seinerzeit führenden deutschen Sportmediziner, kritisierte diese Erklärung sinngemäß als naiv, diese habe ein „rührend anmutendes Niveau“. Grupe, dessen Werk die Grundsatzerklärung gewesen sei, so Erik Eggers, äußerte später, die Grundsatzerklärung und deren erneuerte Fassung aus dem Jahr 1983 seien „fast wirkungslos“ geblieben. Es habe in den 1970er Jahren unter einigen Sportmedizinern die Überzeugung gegeben, „dass man für den Erfolg fast alles tun dürfe. (…) Das galt aber auf keinen Fall für alle Sportmediziner“, urteilte Grupe als einer der führenden bundesdeutschen Sportwissenschaftler und -funktionäre dieser Zeit. Gerhard Treutlein fasste die Erkenntnis der großen Doping-Diskussionen in den Jahren 1976/1977 wie folgt zusammen: „Eine Bereitschaft zu mehr als verbaler Bekundung zum Kampf gegen Doping war nicht erkennbar, die Heuchelei wurde immer größer.“
1979 erließ das Bundesinnenministerium eine „Vergütungsordnung für Bundestrainer“, in der die Möglichkeit einer Ahndung von Verstößen gegen das Dopingverbot durch eine fristlose Kündigung des Vertragsverhältnisses enthalten war.

### 1980er
Bei der Sportministerkonferenz im April 1980 wurde auf die Grundsatzerklärung Bezug genommen und die Forderung aufgestellt, „Doping und technologisches Wettrüsten“ dürften „die sportliche Leistung der Sportler nicht verfälschen“.
Im September 1984 wurde im Europarat die „Europäische Charta gegen Doping im Sport“ angenommen, an deren Ausarbeitung laut Bundesregierung Fachleute aus der BRD mitgewirkt hatten. Nach Einschätzung der Bundesregierung im „Sechsten Sportbericht der Bundesregierung“ aus dem Oktober 1986 sei es zu begrüßen, „dass der deutsche Sport seit Jahren zum Doping-Problem eine klare und unmissverständliche Haltung einnimmt.“
Doch der Verlauf der Bemühungen auf politischer Ebene blieb schleppend. 1987 stellte die Sportministerkonferenz fest, dass es bei der „Problematik der Aufputschmittel und insbesondere des Dopings“ noch viele ungeklärte Fragen gebe, deshalb wurde das Thema auf der Veranstaltung „in einer eigenen Sitzung unter Einbeziehung von relevanten Vertretern aus Sport und Medizin“ behandelt. Die Sportministerkonferenz forderte im Ergebnispapier vom DSB, dessen Mitgliedsorganisationen und dem NOK unter anderem das Fortfahren „in ihren Bemühungen zur Kontrolle des Dopings und insbesondere nach rechtlichen Grundlagen und Wegen zu suchen, um Dopingkontrollen auch während der Trainingsphase zu ermöglichen“. Ebenfalls sei auf Fachverbände, die sich bisher gegen Dopingkontrollen sperrten, einzuwirken. Diese müssten „mit erheblichen Konsequenzen rechnen“.

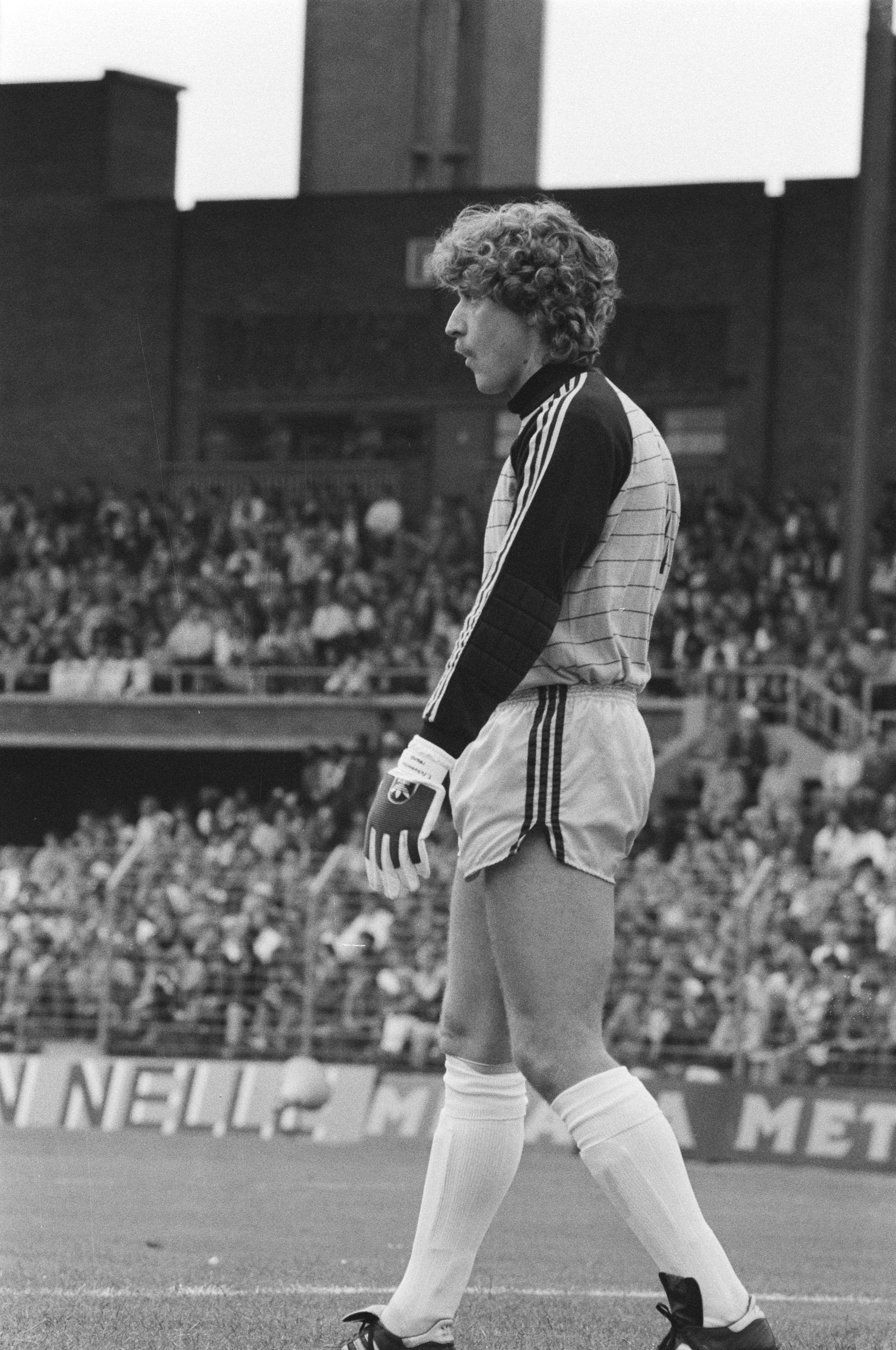
Toni Schumacher

Am 10. April 1987 starb die Siebenkämpferin Birgit Dressel im Alter von 26 Jahren. Das Nachrichtenmagazin Der Spiegel meldete, Dressel sei „nach dreitägigem Martyrium unter unsäglichen Schmerzen“ gestorben. Ermittler stellten fest, dass die Sportlerin rund 100 verschiedene Medikamente verwendete, darunter Anabolika. Dressel war seit 1981 Patientin des Freiburger Sportarztes Armin Klümper, der die Siebenkämpferin als „vorzeigefähige, kraftstrotzende, im höchsten Maße gesunde“ Athletin beschrieb. Laut Ermittlung hatte Klümper Dressel in den vorangegangenen zwei Jahren vor ihrem Tod etwa 400 Injektionen verabreicht. Anlässlich ihres 30. Todestag bezeichnete Alfons Hörmann, Präsident des Deutschen Olympischen Sportbund, den Tod Dressels als „bis heute eine der größten Tragödien des deutschen Sports“. Dressel stehe laut Die Welt „für eine Ära, in der, wie auch neueste Enthüllungen zeigen, die Bundesrepublik der DDR an Skrupellosigkeit in nichts nachstand.“ 

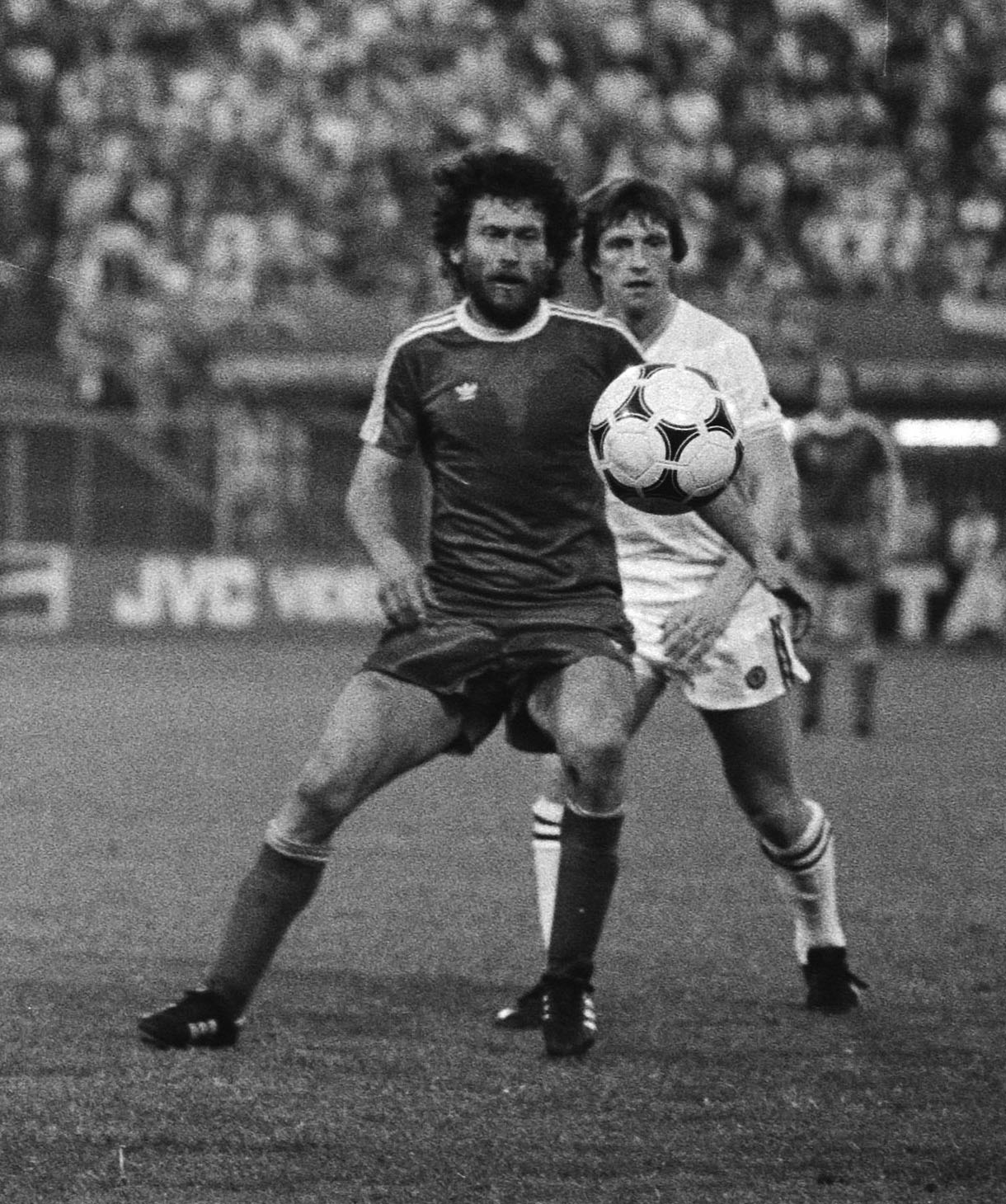
Paul Breitner (vorne)

In seinem im Frühjahr 1987 veröffentlichten Buch räumte Fußballtorhüter Harald „Toni“ Schumacher ein, das Aufputschmittel Captagon ausprobiert zu haben und behauptete, auch im Fußball gebe es Doping, das Thema werde aber totgeschwiegen und als Tabu behandelt. 2007 berichtete der Trainer Peter Neururer, ihm sei bekannt, dass in den 1980er Jahren im Fußball die Einnahme von Captagon weit verbreitet gewesen sei. Auch Paul Breitner berichtete während und nach seiner Karriere, dass im Profifußball gedopt werde und beklagte 2015 eine „verlogene Mentalität“ in Bezug auf das Thema Doping im Fußball.
Während der Sportministerkonferenz 1988 stand das Thema Doping abermals auf der Tagesordnung. Es wurde unter anderem festgehalten, dass Doping das Ansehen und die Werte des Sports gefährde. Eine Dopingbekämpfung sei „nicht nur durch Strafandrohung und Sanktionen möglich“, es sei auch eine „verbesserte Aufklärung und Beratung“ der Sportler notwendig. 1989 veröffentlichte der Deutsche Sportbund (DSB) „Rahmenrichtlinien zur Bekämpfung des Dopings“. Der DSB, die Stiftung Deutsche Sporthilfe und das NOK für Deutschland beschlossen im selben Jahr zudem, nur Sportler für internationale Meisterschaften und andere Wettkämpfe aufzustellen, „die verbindlich erklärt haben, uneingeschränkt für Dopingkontrollen zur Verfügung zu stehen“.
Im Juli 1989 unterbreiteten die bundesdeutschen Sportspitzenfunktionäre Hans Hansen (Vorsitzender des Deutschen Sportbundes) und Willi Daume (Vorsitzender des Nationalen Olympischen Komitees) der DDR das Angebot, laut der Deutschen Presseagentur „gemeinsam gegen das Doping-Problem anzugehen“. Daume äußerte in dem Zusammenhang: „Ich sehe keinen Unterschied zwischen Staatsdoping und kapitalistischem Doping.“
Im November 1989 äußerte die Bundesregierung in der Antwort auf eine Große Anfrage die Auffassung, dass in der „weitaus überwiegenden Zahl der Sportarten“ der „Gebrauch von Dopingmitteln“ ausscheiden dürfte, „weil sie zu einem Leistungsgewinn untauglich sind“. Weiter sprach die Bundesregierung von „wenigen Fällen, in denen deutsche Sportler in Doping verwickelt waren“. Eine „Einstellung oder Rückforderung von Förderungsmaßnahmen“ sei bisher nicht veranlasst worden. Ein Verschulden des zuständigen Sportverbandes oder eines Bundestrainers konnte in den Dopingfällen nach Ansicht der Bundesregierung „nicht nachgewiesen“ werden. Die betroffenen Sportverbände hätten den Sachverhalt aufgeklärt und darüber den Bundesinnenminister „umfassend unterrichtet“. Gleichzeitig zog die Bundesregierung „ein Bündel von Maßnahmen“ in Betracht, die gemeinsam eingesetzt „dem Doping im Sport maßgeblich Einhalt gebieten“ könnten, darunter etwa eine „verbesserte, kontinuierliche sportärztliche Betreuung der Spitzenathleten“, Dopingkontrollen außerhalb von Wettkämpfen, welche als „wirksame Maßnahmen gegen Doping“ beschrieben wurden, sowie Beratungen von Athleten. Ebenfalls äußerte die Bundesregierung im November 1989, dass es „Anlass zur Sorge wegen einer in der Öffentlichkeit häufig undifferenzierten und nicht immer hinreichend sachkundigen Diskussion des Doping-Problems“ gebe. Daraus ergebe sich unter anderem die Annahme, „es gäbe Anlass zu zunehmenden Zweifeln an der Seriosität einzelner Mediziner im Spitzensport.“

### 1990er
Im 1990 veröffentlichten Sportbericht der Bundesregierung wurde die Überzeugung geäußert, dass die „weitaus überwiegende Zahl der deutschen Spitzensportler ihre Leistungen ohne verbotene Mittel oder Manipulationen erreicht haben bzw. in Zukunft erreichen werden.“ Die Bewältigung des Doping-Problems sei zudem „in erster Linie Sache des Sports selbst“, der Sport werde dabei aber von Bund und Ländern „in bestmöglicher Weise unterstützt.“ Nach Ansicht der Bundesregierung im Jahr 1990 sei die „seit jeher in der Bundesrepublik Deutschland bestehende medizinische Betreuung“ die Garantie, dass „eine ausreichende Aufklärung der Athleten über die gesundheitlichen Gefahren des Dopings“ stattfinde. Im Dezember 1990 warf die Zeitschrift Der Spiegel Leichtathleten des SC Eintracht Hamm jahrelangen Gebrauch unerlaubter Mittel vor. „Die auffälligen Erfolge in der Provinz wurden vor allem durch systematisches und jahrelanges Doping erreicht. Das Hammer Modell wurde zum Beispiel dafür, wie in der internationalen Leichtathletik-Leistungsgesellschaft die Manipulation der Athleten scheinbar unverzichtbar ist", hieß es in dem Spiegel-Bericht. Werner von Moltke, damals Vorsitzender des Deutschen Leichtathletik-Verbands, sagte im Dezember 1990 voraus: „Wir werden in Deutschland ab 1991 für einen absolut sauberen Sport sorgen.“
Eine wichtige Veröffentlichung bezüglich der Diskussion über Doping im westdeutschen Spitzensport war Berendonks Doping-Dokumente (1991). In diesem Buch schrieb die Autorin, „die Geschichte des Dopings - in der BRD wie anderenorts - ist auch eine Geschichte des staatlich geförderten Ignorierens und Vertuschens“.
1991 wurde auf der Sportministerkonferenz festgestellt, die „Anwendung des Dopings“ sei „die größte Gefahr für die Zukunft des Hochleistungssports und darüber hinaus wegen der Öffentlichkeitswirksamkeit dieses Bereiches für den Sport allgemein.“ Im März 1993 äußerte Helmut Meyer, Vorsitzender des Deutschen Leichtathletik-Verbandes, hinsichtlich der Doping-Vergangenheit in der Bundesrepublik gegenüber der DDR: „Osttrainer und -funktionäre sind in der Vergangenheit, was Doping betrifft, nicht besser oder schlechter gewesen als wir im Westen.“ 1999 legten die drei aus der DDR-Sportpublizistik, -wissenschaft und -medizin stammenden Margot Budzisch, Klaus Huhn und Heinz Wuschech das Buch „Doping in der BRD: ein historischer Überblick zu einer verschleierten Praxis“ vor.

### 2000er
Im Jahr 2000 (Doping im Spitzensport) und 2001 (Doping – Von der Analyse zur Prävention) legten Andreas Singler und Gerhard Treutlein im Auftrag der Pädagogischen Hochschule die bis dahin größte Studie zum Doping in der Bundesrepublik Deutschland an. Dem schlossen sich 2013 Studien der Humboldt-Universität Berlin und parallel dazu der Universität Münster an.
Seit 2019 ermittelt die Staatsanwaltschaft unter anderem gegen den Arzt Mark Schmidt aus Erfurt, da dieser Sportler beim Doping unterstützte. Im Zuge der Operation Aderlass gab es zahlreiche Festnahmen in Deutschland und Österreich. Unter den Festgenommenen befand sich auch Schmidt.
Die jüngsten Ergebnisse und der neueste Forschungsstand zum Doping im Westen wurden durch die Evaluierungskommission Freiburger Sportmedizin hervorgebracht. Die zuletzt in dieser von der Kriminologin Letizia Paoli geleiteten Kommission verbliebenen sechs Mitglieder veröffentlichten im Mai 2022 einen Bericht, in dem auch Widerstände gegen ihre Arbeit dokumentiert sind. Die Gruppe war 2016 aus Protest zurückgetreten, da sie die Unabhängigkeit ihrer Arbeit nicht mehr gewährleistet sah.

### 2020er
2025 wurde bekannt, das die NADA bereits seit März 2020 die eigene namentliche Veröffentlichung von Sanktionsentscheidungen eingestellt hat und nur noch anonymisierte Statistiken zur Zahl der positiven Proben veröffentlicht. So musste die NADA auf Nachfrage der ARD Dopingredaktion einräumen, das die Namen von 76 Dopingsündern nicht öffentlich genannt wurden, dabei Sportler aus 18 olympischen Sportarten. Die NADA beruft sich auf Rechts-Risiken durch laufende Verfahren zum Datenschutz. Kritisiert wird neben der veränderten Praxis und fehlenden Transparenz zu Dopingfällen in Deutschland auch die Kommunikation der NADA. Diese hat selbst nicht öffentlich auf das Problem aufmerksam gemacht und das Thema nur in Fachartikel oder am Rande von Jahrestagungen erwähnt, sodass es über mehrere Jahre praktisch unbekannt war.

## Einordnung des Dopings in der Bundesrepublik
Trotz der Erklärungen und Bemühungen auf sportpolitischer Ebene übten bundesdeutsche Spitzenathleten deutliche Kritik am Umgang mit dem Thema Doping und stellten einen Unterschied zwischen politischen Ankündigungen und der Praxis fest. Diskuswerfer Klaus-Peter Hennig schrieb 2017 auf seine Karriere zurückblickend:

„Das Problem, welches mich als Hochleistungssportler immer sehr bedrückt hat ist, die ‚Chuzpe‘ und Dreistigkeit, mit der in all den Jahren unsere Politiker und Funktionäre Doping aktiv und auch inaktiv gefördert haben und in Sonntagsreden gegen Doping zu Felde gezogen sind und immer noch ziehen. Die Bevölkerung spürt diese Heuchelei und nimmt den Verantwortlichen in den Innenministerien und den Sportverbänden ihre sogenannte Anti-Doping-Gesinnung nicht ab.“

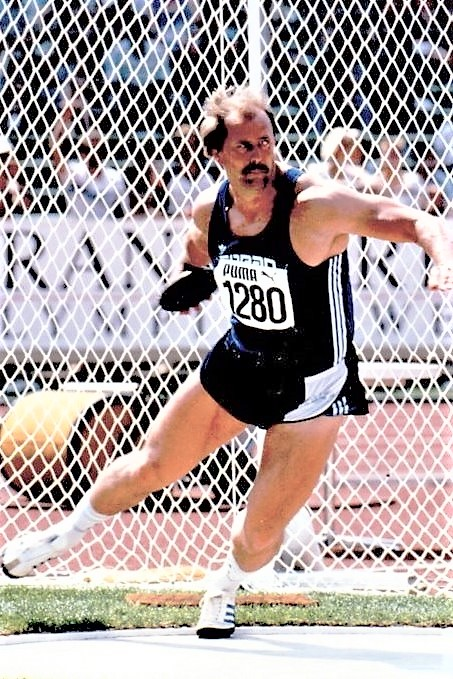
Diskuswerfer Alwin Wagner

Der Diskuswerfer Alwin Wagner berichtete, ihm sei in den 1970er Jahren seitens des Bundestrainers sinngemäß vermittelt worden, dass er ohne die Einnahme leistungssteigernder Mittel keine Chance gehabt habe, bei internationalen Meisterschaften zu starten und „dass der DLV mich ohne Anabolika-Doping nie zu einer internationalen Meisterschaft nominieren würde.“ Zu Beginn der 1980er Jahre richtete er eigenen Angaben nach einen Brief an die Sport-Spitzenfunktionäre Willi Daume und Josef Neckermann, in dem er das Doping-Problem in der bundesdeutschen Leichtathletik schilderte, erhielt aber keine Antwort. Auch als er seine Vorwürfe in der Bild-Zeitung öffentlich machte, habe es von sportpolitischer Seite sowie seitens des Deutschen Leichtathletik-Verbandes keine Reaktion gegeben. Werner Franke kritisierte 2015 in einem Gespräch mit dem SWR, dass Doper aus der Bundesrepublik anders als Doper aus der DDR nicht angeklagt wurden, obwohl diese laut Franke „genau dasselbe gemacht haben.“ Der Dopingjäger sah dafür politische Gründe („Das sind eben Täter, Doper aus einem kommunistischen System. Und dann wurden sie bestraft“) und „gesellschaftliche Korruption“. Treutlein äußerte, Doping sei stillschweigend durch das Umfeld des Spitzensports, also etwa Funktionäre, Ärzte, Trainer, Politiker, „akzeptiert, gefordert und gefördert“ worden. „Nichthandeln und organisierte Unverantwortlichkeit“ hätten die „angebliche Dopingbekämpfung in der BRD“ laut Treutlein ausgezeichnet. Dass die Dopingvergangenheit nur in unzureichender Weise offengelegt wurde, habe den Dopingmissbrauch in den nachfolgenden Jahrzehnten begünstigt.
Nach Einschätzung Kofinks sei das Doping in der Bundesrepublik verdeckt geschehen, weil die Verantwortung bei den einzelnen Sportlern gelegen habe, wohingegen das Doping in der DDR „zentral gesteuert" und „deswegen einfacher zu entdecken“ gewesen sei. Doping-Kritiker in der BRD wie Eberhard Munzert (ehemaliger Präsident des Deutschen Leichtathletik-Verbandes) seien laut Kofink „weggemobbt“ worden. Wichtige Merkmale des Dopings in der BRD – auch im Vergleich zur DDR – waren laut Treutlein unter anderem, dass es „nicht staatlich organisiert und gelenkt“ war und dass Druck von staatlicher Seite „vorwiegend indirekt über Normen und Erfolgserwartungen“ erfolgte. In der Anfangszeit sei die Initiative für das Anabolikadoping meist von den Sportlern ausgegangen. Das Doping fand meist in abgeschotteten Gruppen (zum Beispiel Trainingsgruppen) statt, eine „Verharmlosung von Nebenwirkungen“ sei vorherrschend gewesen, so Treutlein. Dass Minderjährigen leistungssteigernde Mittel gegeben wurden, blieb die Ausnahme, anders als in der DDR war die Geheimhaltung in der BRD auch wegen der „Rolle von Privatleuten und investigativen Journalisten“ gemäß Treutlein „nicht so einfach wie in der DDR“. Dem Sportspitzenfunktionär Walther Tröger (u. a. NOK-Generalsekretär) zufolge habe es in der BRD systematisches Doping „unter dem Dach des Bundesinnenministeriums, des Bundesinstituts für Sportwissenschaft und der Sportorganisationen nach meiner Überzeugung nicht gegeben“ und sei es auch nicht mit dem Dopingsystem der DDR vergleichbar. Nach Einschätzung von Helmut Digel im Jahr 1998 habe es in der Bundesrepublik in den 1960er und 1970er Jahren gegenüber der DDR „allenfalls Unterschiede in der mentalen Bearbeitung des Dopingproblems“ gegeben. Auch in der BRD habe „das Prinzip der Machbarkeit“ gegolten und es sei „zumindest seit 1972 die naturwissenschaftliche Doktrin der Optimierung des Maschinenmenschens in die Trainingsstätten, Sporthallen und Wettkampfarenen hineingetragen“ worden. Digel brachte den Unterschied zwischen Doping in der DDR und in der BRD auf die Formel „In der DDR wurde systematisch und menschenverachtend gedopt, in der Bundesrepublik nur menschenverachtend“. Auch in der Bundesrepublik habe es laut Werner Franke Staatsdoping gegeben. Dies sei nicht so breit gewesen wie in der DDR, aber auch regierungsmäßig. „Der westdeutsche Staat stand voll hinter allem“, so Franke. In Westdeutschland sei „vielfältiger, individueller, eigenverantwortlicher gedopt“ worden als in der DDR, so Oliver Fritsch 2013. Die Entscheidungsfreiheit der Akteure sei größer gewesen, in der Öffentlichkeit und in den Medien sei über das Thema diskutiert worden.

### Akteure

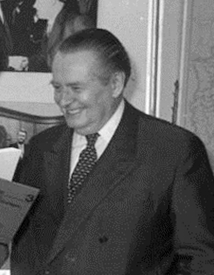
NOK-Vorsitzender Willi Daume

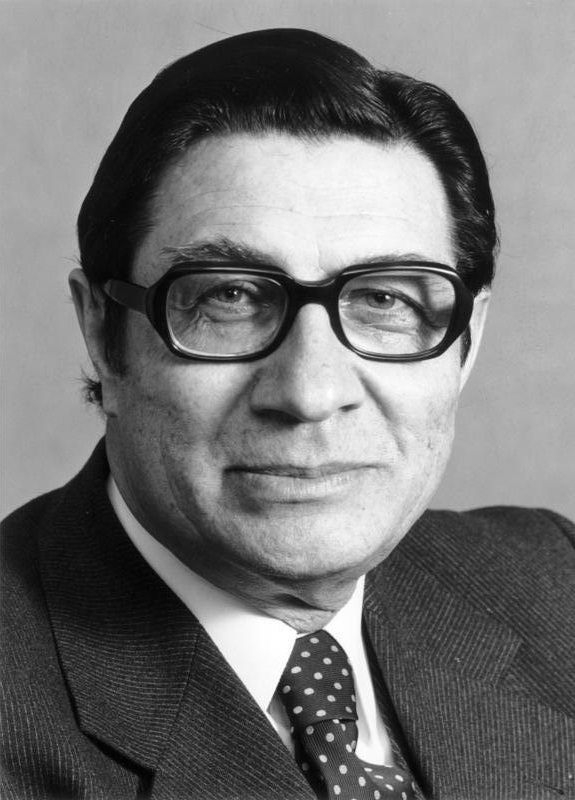
Bundesinnenminister Werner Maihofer

Die Dopingforschung war bei den Freiburger Sportmedizinern Joseph Keul und Armin Klümper konzentriert. Nach und nach tauchten Einzelheiten und Beweise auf; so hatten die Main-Post und die Märkische Oderzeitung berichtet, dass das BISp vor den Olympischen Spielen 1972 in München Versuche zur leistungsfördernden Wirkung von Anabolika in Freiburg bezuschusst habe. Zudem habe es auch mit Steuergeldern unterstützte Forschungen mit 15 Versuchspersonen zur Wirkung von Insulin und Somatropin (Wachstumshormonen) gegeben. Dies geht aus Akten des Bundesarchivs Koblenz hervor. Aus diesen Akten geht allerdings auch hervor, dass die Bestellung von Wachstumshormon für diese geplanten Versuche anhand der Finanzplanung der Versuche nicht nachweisbar war, im Gegensatz zu Insulin (vgl. Gutachten zu Herbert Reindell, Singler und Treutlein).
Die Sportmedizin an der Universität Freiburg unter der Leitung von Joseph Keul sowie jene an der Deutschen Sporthochschule Köln unter Wildor Hollmann lieferten sich nach Einordnung von Oliver Fritsch „Ende der siebziger Jahre nahezu einen Pharmazie-Wettbewerb“. Bei Keul und Hollmann habe es sich, so erneut Fritsch, um Ärzte gehandelt, „die die Prinzipien ihres Berufsstands verrieten, um als Erfolgsbringer der Nation dazustehen und ein bisschen von der Prominenz der Sportstars abzubekommen.“ In Bezug auf dosierten Anabolika-Einsatz betonte Keul 1976, dass es „aus medizinischen Gründen (…) derzeit für den Mann keine gesicherten Einwände gegen die Einnahme von anabolen Hormonen“ gebe, „falls therapeutische Dosen verwendet werden.“ Eine Schädigung sei nicht bewiesen und ein Verbot deshalb nicht empfehlenswert, so Keul.
Hollmann habe sich laut Spitzer und Strang „öffentlich aus ethischen und ärztlichen Gründen“ gegen den Gebrauch von anabolen Steroiden ausgesprochen. Hollmann relativierte 1977 hingegen mögliche Schädigungen durch dosierte Hormongaben: „Schädigende Nebenwirkungen sind hierdurch noch niemals beobachtet worden“ (…) „Wenn aber eben diese Hormone in derselben Größenordnung von außen zugeführt werden, wie sie sonst nur durch Trainingsbelastung durch in Körper in Freiheit gesetzt werden, so fällt es schwer, hierzu den Beweis der Schädlichkeit zu erbringen.“ Er schätzte damals ein, dass durch den Einsatz von Dopingmitteln höchstens zehn Prozent an Leistungsfähigkeit hinzugewonnen werden könnten. „Auf alle Zeit“ eine „chemische und physikalische Beeinflussung der Leistungsfähigkeit des Spitzensportlers“ auszuschließen, sei unmöglich, so Hollmann 1977 in Bezug auf Doping. Deshalb müsse der Spitzensport in der BRD „zwangsläufig lernen, mit dieser unerwünschten Realität in einem naturwissenschaftlichen Zeitalter“ leben.
1974 floh in Person von Alois Mader ein Sportmediziner aus der DDR in die BRD. In der DDR war er von 1965 bis 1974 in führender Stellung an der Sportmedizinischen Hauptberatungsstelle des Bezirks Halle tätig und dort laut Berendonks Buch Doping Dokumente: Von der Forschung zum Betrug für die ärztliche Überwachung des Anabolikadopings verantwortlich. Nach seiner Flucht wurde er Mitarbeiter von Wildor Hollmann am Institut für Sportmedizin und Kreislaufforschung der Deutschen Sporthochschule Köln. Mader bezweifelte, dass es sich bei Anabolika „um Dopingsubstanzen unter dem ursprünglichen medizinischen Aspekt der Dopingdefinition handelt“. Er vertrat die Ansicht, dass Anabolika bei angemessener Dosierung nicht schädlich seien. Mader habe laut Strang und Spitzer zu „den größten Befürwortern der anabolen Steroide“ gezählt. Sportmediziner Paul Nowacki äußerte 2013 rückblickend, Mader habe die Einnahme von Anabolika propagiert und sei im Westen „wie ein Messias bei den verschiedenen Verbänden empfangen“ worden.
Das dem Bundesinnenministerium unterstellte Bundesinstitut für Sportwissenschaft (gegründet 1970) war für die Vergabe von Forschungsgeldern aus Steuermitteln zuständig. Dem Spiegel mit Berufung auf die Studie „Doping in Deutschland von 1950 bis heute“ zufolge überließ das Innenministerium die Entscheidung über forschungswürdige Projekte weitgehend „dem Sport und den Medizinern“. Da Hollmann und Keul wichtigen Einfluss im entsprechenden Ausschuss besessen hätten, seien die Forschungsgelder „vor allem in ihre eigenen Zentren“ geflossen.
Nach Einschätzung eines Berichtes in der Fernsehsendung Frontal 21 im ZDF aus dem August 2013 hatte Keul „politische Verbündete“. So teilte Bundesinnenminister Werner Maihofer laut Aussage von Gerhard Groß (seinerzeit Staatssekretär im Bundesinnenministerium) im Jahr 1976 Keuls Ansicht grundsätzlich, dass leistungsfördernde Mittel vertretbar seien, „wenn keine Gefährdung oder Schädigung der Gesundheit herbeigeführt“ werde. Nach Ansicht von Singler und Treutlein wurde dadurch die Haltung der Bundesregierung verdeutlicht, dass derartige Manipulation „im Westen Deutschlands politisch nur dann als akzeptabel angesehen wurden, wenn sie gesundheitlich unbedenklich wären bzw. sich wenigstens als gesundheitlich unbedenklich etikettieren ließen“.
Fritsch hielt 2013 angesichts des Forschungsstandes fest, die Politik in der BRD sei „beim Doping nicht vorangegangen“, habe aber „weggeschaut, geduldet, vertuscht, unterstützt.“ Ein „direktes Mittun“ der ehemaligen Bundesinnenminister Hans-Dietrich Genscher, Manfred Kanther und Wolfgang Schäuble sei zwar nicht bewiesen, verantwortlich seien sie dennoch. „Doping war in der BRD zum Teil politisch und sportpolitisch gewollt“, fasste Fritsch zusammen.
Die Rolle des langjährigen NOK-Vorsitzenden Willi Daume ist dabei ebenfalls umstritten. So kam er etwa nicht der Forderung nach, Keul als Arzt der bundesdeutschen Olympiamannschaft abzusetzen. Daume und Keul verband laut Spitzer „lange ein Vertrauensverhältnis“, Keul habe ihm „sogar Interna zur Anabolika-Praxis zukommen“ lassen. Von Athletenseite an Daume herangetragene Einzelheiten über Dopingpraktiken blieben unkommentiert. Nach Einschätzung von Walther Tröger, der als NOK-Generalsekretär lange mit Daume zusammenarbeitete, habe Daume „in Deutschland auch kein Doping unter der Hand akzeptiert“, sondern habe „all die Jahre schlüssig gegen Doping gekämpft.“
Im Frühjahr 2015 kochten in Freiburg vorab veröffentlichte Ergebnisse einer Untersuchungskommission unter dem Vorsitz von Letizia Paoli die Geschehnisse um Armin Klümper und Josef Keil, systematisches Doping im deutschen Fußball und vielen anderen Sportarten hoch.

### Bekannte Dopingfälle
- Todesfall des Profiboxers Jupp Elze 1968
- Bei der Tour de France 1969 wurde Rudi Altig die Einnahme von Amphetaminen nachgewiesen[78]
- Sprinter Manfred Ommer gestand 1977 Doping
- Hammerwerfer Uwe Beyer räumte noch Ende der 1970er Jahre Doping ein.[25] Er starb im Alter von 48 Jahren.[79]
- Hammerwerfer Walter Schmidt nahm Anabolika ein.
- 1983 gestand Ralf Reichenbach (Vizeeuropameister im Kugelstoßen 1974), jahrelang Anabolika genommen zu haben. Er starb 1998 an Herzversagen[80]
- Todesfall der Siebenkämpferin Birgit Dressel 1987
- Diskuswerfer Alwin Wagner – wies während seiner aktiven Zeit auf Doping der deutschen Leichtathleten hin[81][82]
- Radsportler Dietrich Thurau räumte Doping ein und wurde ebenfalls mehrfach positiv getestet[83]
- Dopingfall Detlef Hofmann – vor den Olympischen Spielen 1992 überführt; erhielt dafür eine zweijährige Wettkampfsperre
- Dopingfall Vitali Klitschko – einjährigen Sperre und Versagung der Teilnahme an den Olympischen Spielen 1996 in Atlanta
- Dopingfall Christel Justen – wurde als Minderjährige ohne ihr Wissen von ihrem damaligen Trainer Claus Vandenhirtz mit dem Mittel Dianabol gedopt
- Dieter Baumann, 5 000-m-Olympiasieger von 1992, wurde im November 1999 aufgrund eines erhöhten Nandrolon-Wertes suspendiert. Baumann beteuerte stets seine Unschuld. Im Juli 2000 wurde er vom Rechtsausschuss des Deutschen Leichtathletik-Verbandes freigesprochen, was vom Internationalen Leichtathletik-Verband (IAAF) nicht anerkannt wurde. Baumann ging rechtlich dagegen vor, der Internationale Sportgerichtshof bestätigte seinen Olympia-Ausschluss, im Januar 2002 erteilte ihm der IAAF wieder das Startrecht[84]
- Dopingfälle der Leichtathletinnen Katrin Krabbe, Grit Breuer und Silke Möller 1992.
- Dopingfall Bert Dietz, Christian Henn, Brian Holm, Udo Bölts, Rolf Aldag und Erik Zabel – gestanden auf einer eigens zu diesem Thema einberufenen Pressekonferenz am 24. Mai 2007 regelmäßiges EPO-Doping[85]
- Dopingfall Jörg Jaksche – gestand, unter Anleitung seiner Betreuer und Ärzte jahrelang gedopt zu haben
- Dopingfall Patrik Sinkewitz – wurde zweimal wegen Dopings gesperrt, 2017 wurde seine Sperre wegen Verstoßes gegen das über ihn verhängte Startverbot bis 2024 verlängert
- Dopingfall Peter Angerer – wurde nach den Biathlon-Weltmeisterschaften in Oslo positiv auf Methyltestosteron getestet und bis zum 31. Januar 1987 wegen des Dopingvergehens gesperrt[86]

### Politische Reaktionen
Das Bundesinnenministerium, das in Deutschland für Leistungssport zuständig ist, gab 2013 laut FAZ an, es habe „großes Interesse an einer lückenlosen Aufklärung und Bewertung der Dopingvergangenheit in beiden Teilen Deutschlands“.

## Doping-Studien und Gutachten

### Studie DOSB und BISp 2013
Im August 2013 veröffentlichte die Forschergruppe der Berliner Humboldt-Universität die Ergebnisse ihrer vom Deutschen Olympischen Sportbund (DOSB) und dem Bundesinstitut für Sportwissenschaften (BISp) in Auftrag gegebenen Arbeit mit dem Titel Doping in Deutschland von 1950 bis heute aus historisch-soziologischer Sicht im Kontext ethischer Legitimation. Schon zwei Jahre zuvor veröffentlichte die Arbeitsgruppe um Giselher Spitzer wesentliche Fakten zum Doping in der BRD und sprach von „staatlich subventionierten Anabolika-Forschungen“. In einem Gespräch mit dem Zweiten Deutschen Fernsehen sprach Spitzer von einem „Skandal“, dass laut seiner Aussage im Vorfeld der Studie Akten vernichtet wurden: „Im Vorfeld der Erteilung dieses Forschungsauftrages sind offensichtlich alle dopingbezogenen Unterlagen im Bundesinstitut für Sportwissenschaft vernichtet worden. Das heißt, sie wurden geschreddert“. Es habe sich dabei laut Spitzer um „Originale mit Unterschriften von Professor Keul und Professor Reindell, wo es völlig überraschend um die Anwendung von Insulin oder Wachstumshormonen in der Vorbereitung auf München 1972 geht“, gehandelt. Es seien „Original-Antragsunterlagen für das Bundesinstitut“ gewesen, die, so Spitzer „damals genehmigt worden sind. Die Gelder wurden überwiesen, und die meisten dieser Projekte konnten damals auch durchgeführt werden.“
In der Studie wurde deutlich dargestellt, dass systematisches Doping in der Bundesrepublik mit der Gründung des Bundesinstituts für Sportwissenschaft 1970 begann. Das BISp untersteht bis heute dem Bundesinnenministerium. In der Studie wurden über 516 Forschungsvorhaben des BISp aufgelistet, die sich auf leistungsfördernde Substanzen beziehen. Laut der Studie wussten etliche damals aktive Politiker von Doping und duldeten es zumindest, während Kritiker kaltgestellt worden seien. In der Studie hatten sich die Forscher auf interne handschriftliche Notizen aus dem BISp und Zeitzeugenberichte gestützt. Medien recherchierten allerdings aufgrund der Hinweise im Bundesarchiv auch offizielle Dokumente, die eine Förderung des Dopings belegen. Laut Spitzer bestand der Unterschied zum „Zwangsdoping“ in der DDR in der Freiwilligkeit. „In der Bundesrepublik war das in der Regel eine Entscheidung der Athleten, das zu machen oder nicht“, so Spitzer mit Bezug auf die Ergebnisse der Studie.
Der Abschlussbericht der Berliner Gruppe wurde vom Deutschen Olympischen Sportbund (DOSB) 2008 initiiert und vom BISp mit rund 525.000 Euro bezuschusst. Die Arbeit wurde zunächst nicht veröffentlicht. Dafür hatte BISp und DOSB Datenschutzbedenken als Grund genannt. Laut Bundesinnenministerium wurden datenschutzrechtlichen Bedenken mittlerweile ausgeräumt.
Die Studie behandelt jedoch nicht die wesentlichen Probleme des Dopings nach 1989, obwohl es einer früheren Forschungsgruppe um Giselher Spitzer zu verdanken war, über das zentrale Doping in der DDR wichtige Details erfahren zu haben. Während die Finanzierung vor allem beim Innenministerium angesiedelt war, war die Umsetzung des Zusammenschlusses der Ost- und West-Praxis weitgehend Angelegenheit des DOSBs, der Fachverbände und ihrer Trainer. Arnd Krüger hat diese Entwicklung in einen größeren historischen Zusammenhang gestellt und bezieht sich dabei auf Kimura, die das halbherzige Vorgehen der Verbände damit erklärt, dass sie nach Wegfallen der Amateurbestimmungen (1981) nach anderen Möglichkeiten gesucht haben, einen entsprechenden Anteil an den von den Spitzensportlern generierten Mehrwert für sich zu akquirieren.

### Evaluierungskommission Freiburger Sportmedizin – Die Doping-Gutachten
Zwischen 2007 und 2016 beschäftigte sich die Evaluierungskommission Freiburger Sportmedizin in häufig wechselnder Besetzung mit der Freiburger Dopinggeschichte. Einzelgutachten von Kommissionsmitgliedern sind über eine einschlägige Dokumentationsseite der Universität zugänglich. Die letzten sechs in der Kommission verbliebenen Mitglieder unter dem Vorsitz der Kriminologin Letizia Paoli traten 2016 unter Protest zurück, da sie die Unabhängigkeit ihrer Arbeit nicht mehr gewährleistet sahen. Ein Abschlussbericht der Kommission kam insoweit nicht zustande. Im Mai 2022 veröffentlichte die Gruppe einen Bericht in eigener Verantwortung, in dem auch Widerstände gegen ihre Arbeit dokumentiert sind.

#### Gutachten zu Herbert Reindell
Im Gutachten zu Herbert Reindell (Singler & Treutlein 2014) wurden einige bis dahin kursierende Vorstellungen, dass das universitäre Dopingproblem in Freiburg auf Herbert Reindell und in die 1950er Jahre zurückzuführen sei, als unbeweisbar und äußerst unwahrscheinlich zurückgewiesen. Zudem wurde herausgearbeitet, dass eine Gleichsetzung von Doping und Forschung zur pharmakologischen Leistungssteigerung, die es schon zu Beginn des 20. Jahrhunderts gab und aus Gründen der Dopingbekämpfung auch heute noch stattfindet, nicht zielführend sei. Auch sei beweisbar, dass nicht die Politik das Thema Forschung zur pharmakologischen Leistungssteigerung an die Sportmedizin zum Zweck der Verbesserung der bundesdeutschen Medaillenbilanz herangetragen habe, sondern die Sportmediziner selbst diesen Forschungsschwerpunkt für sich definierte. Gleichwohl sei das Missbrauchspotential solcher Forschung evident. Aufgezeigt wurde auch, dass das Thema pharmakologische Leistungsbeeinflussung die ganzen 1960er Jahre über in Köln bei Wildor Hollmann eine wichtige Rolle spielte. Reindell könne zwar in der Dopingfrage nicht als völlig unbelastet gelten, da er in den 1970er Jahren seine ursprünglich strikt ablehnende Dopinghaltung in öffentlichen Stellungnahmen vorübergehend aufweichte. Das systematische Doping in Westdeutschland lasse sich aber nicht auf Reindell zurückführen, sondern auf dessen sportmedizinischen Nachfolger Keul und insbesondere Klümper.

#### Gutachten zu Joseph Keul und Armin Klümper
Im Gutachten zu „Joseph Keul: Wissenschaftskultur, Doping und Forschung zur pharmakologischen Leistungssteigerung“ (Singler & Treutlein 2015) wird Keul als lange Zeit einflussreichster Sportmediziner in Westdeutschland und Leiter der sportmedizinischen Abteilung der Universitätsklinik Freiburg schwer belastet, obgleich ihm nur wenige aktive Dopingfälle nachgewiesen werden konnten. Es war laut Gutachten Keuls sonstiges Wirken, das Wirkungen entfaltete, dank derer Doping in der Bundesrepublik sich ungehindert entfalten konnte. Seine wissenschaftlichen „Unschädlichkeitsfiktionen“ von zum Doping geeigneten Pharmaka wie z. B. Anabolika schlugen in Form von Einnahmeempfehlungen auf die Praxis durch und ließen, da vermeintlich ungefährlich, aus Sicht von Sport und Politik energische Gegenmaßnahmen gegen Medikamentenmissbrauch und Doping als verzichtbar erscheinen. Außerdem konnten ihm eklatante Doping-Vertuschungsaktionen nachgewiesen werden.
Auf der anderen Seite wird Armin Klümper, mit dem Keul teils arbeitsteilig auch im Doping verbunden gewesen sei, als „der bundesdeutsche Sportarzt und Sportmediziner“ bezeichnet, der „wie kein anderer in Dopingmaßnahmen des westdeutschen Sports verstrickt war“. Er sei „derjenige Sportmediziner in der Geschichte des Hochleistungssports der Bundesrepublik Deutschland“ gewesen, „der wie kein anderer aktiv am Doping der Sportler und zum Teil auch der Sportlerinnen mitwirkte“. Er habe demzufolge „für die alte Bundesrepublik Deutschland in einem Umfang Dopingpraktiken angewendet, die weit über das ohnehin schon bekannte Maß hinausgehen“, hieß es in dem Gutachten. So habe Klümper unter anderem „praktisch sämtlichen Kaderathleten des Bundes Deutscher Radfahrer ein Programm empfohlen, bei dem neben einer Vielzahl an Vitaminpräparaten anabole Steroide in vier verschiedenen Varianten zum Einsatz kommen sollten.“ Dieses Programm sei auch in die Tat umgesetzt worden. Wahrscheinlich habe „in diesem Zusammenhang sogar Minderjährigendoping stattgefunden“, heißt es weiter.
Des Weiteren soll Klümper laut Gutachten Diskuswerfer des Deutschen Leichtathletik-Verbandes „sehr wahrscheinlich praktisch obligatorisch mit Dopingmitteln versorgt“ sowie ebenfalls die Fußball-Profimannschaften VfB Stuttgart und SC Freiburg mit Anabolika versorgt haben. Die Verfasser rechnen hoch, dass „hunderte, wenn nicht tausende Sportler und zum Teil auch Sportlerinnen“, die von Klümper und einem Mitarbeiter „aktiv im Sinne des Sportrechts gedopt bzw. mit medizinisch nicht indizierten Behandlungen überzogen worden sind“ Dies sei zumeist dem Willen der Sportler entsprechend geschehen.
Klümpers Wirken sei laut Gutachten nicht ohne „politische Unterstützung“ (hier werden insbesondere die baden-württembergische Landesregierung und das Bundesministerium des Innern genannt), „ein breites institutionelles Stillhalten, etwa von Strafverfolgungsbehörden (…) oder der einschlägig für ihr Dopingproblem bekannten bundesdeutschen Sportverbände und der Dachorganisationen Deutscher Sportbund und Nationales Olympisches Komitee“ nicht durchführbar gewesen. Es handele sich um einen „Skandal des Spitzensports und all jener sozialen Akteure, die sich von diesem materiellen oder immateriellen Nutzen versprechen – nicht zuletzt der Politik auf verschiedenen Ebenen.“ Aus diesem Grund sei laut Gutachten das Doping in der BRD als systematisch einzuordnen. Nach Ansicht der Verfasser des Gutachtens sei bezüglich des Dopings in Westdeutschland die Bezeichnung „Verschwörung zum Doping durch das Schweigen über Doping“ angebracht.

#### Gutachten zum „Doping beim Team Telekom/T-Mobile“

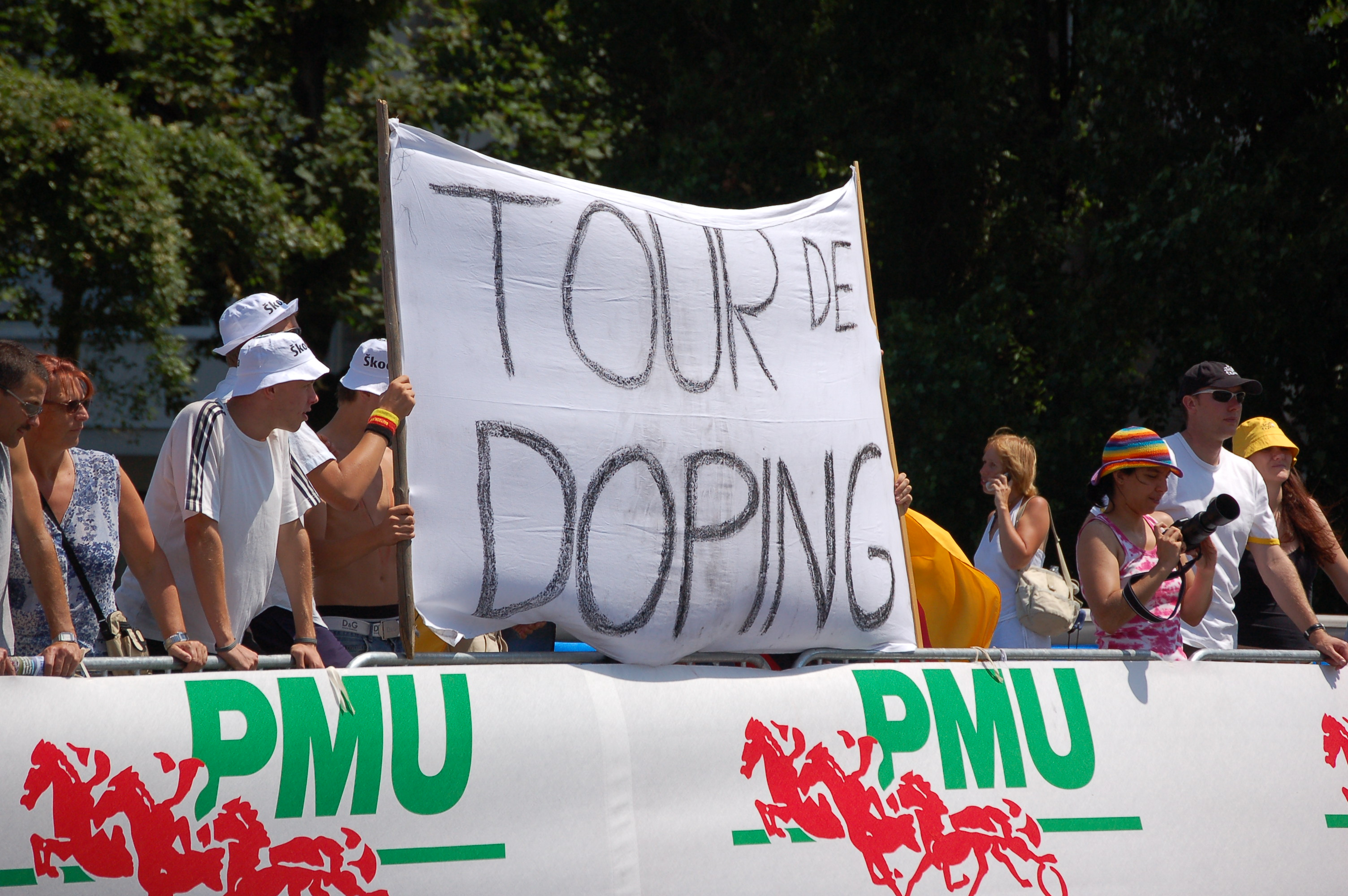
Radsportfans demonstrieren bei der Tour de France

Neue Erkenntnisse lieferten die Gutachten auch zum Komplex „Doping beim Team Telekom/T-Mobile“. Anders als der Bericht der sogenannten Expertenkommission, bestehend aus Hans-Joachim Schäfer, Wilhelm Schänzer und Ulrich Schwabe, es nahelegte, wurde das sportmedizinische Doping der Radprofis in diesem neuen Gutachten nicht als Einzelfallproblematik beschrieben, die man vom sauberen Rest der sportmedizinischen Abteilung bzw. des Klinikums sauber hätte abgrenzen können. Vielmehr habe eine von Joseph Keul installierte problematische Organisationskultur zu diesem Dopingskandal geführt. Daraus resultierte nicht nur Doping im Spitzensport, sondern auch eine problematische Wissenschaftskultur, durch die z. B. durch Doping begründete physiologische Werte von Probanden in vermeintlich dopingfreien Normwerte transformiert wurden. Vieles spreche im Übrigen dafür, dass das Doping zum Gründungsauftrag spätestens bei der Teamneugründung 1991 gehört habe. Zudem hatte der Sponsor T-Mobile bereits ein Jahr vor dem „Untergang“ Kenntnis von einem Erpressungspotential zur sportmedizinischen Betreuung, mithin also von mutmaßlichem Doping, ohne dass dies zu Interventionen geführt hätte.
Das „Telekom-Gutachten“ verweist darüber hinaus auch auf große Probleme der Aufarbeitung des Dopingskandals. So hätten Universität und Universitätsklinikum Freiburg den verdienten Anti-Doping-Wissenschaftler Werner Franke „ins Messer laufen“ lassen, weil sie eine Vereinbarung mit dem Sportarzt Georg Huber, nach der eine anfängliche Kündigung in eine Suspendierung bei vollen Bezügen umgewandelt worden war, zurückhielt. U.a. daraus resultierte der vorübergehende juristische Erfolg Hubers gegen Franke, der zeitweise nicht mehr sagen durfte, Huber sei von seinem Arbeitgeber „rausgeschmissen“ worden. Im Zuge des Verfahrens legte Huber eine falsche eidesstattliche Versicherung vor, für die er später einen Strafbefehl über 9000 Euro akzeptierte.
Vieles spreche dafür, dass die Aufarbeitung des Freiburger Doping-Skandals „auf dem Altar der Exzellenzinitiative“ der Universität geopfert werden sollte, schreibt Gutachter Andreas Singler.

#### Gutachten zu „Systematischen Manipulationen im Radsport und Fußball“
Ein fünftes Doping-Gutachten beschäftigt sich mit „Systematischen Manipulationen im Radsport und Fußball“. Es beruht im Wesentlichen auf Ermittlungsakten der Staatsanwaltschaft Freiburg, die im Zuge eines 1984 eröffneten Strafverfahrens gegen Armin Klümper wegen Betrugs zusammengetragen wurden. Dabei wird neben Anabolika-Doping im Fußball auch verbandsfinanziertes systematisches Doping im Bund Deutscher Radfahrer angesprochen. Obwohl auch Beweise für ein geplantes Minderjährigendoping dabei gefunden wurden, nahm die zuständige Staatsanwaltschaft Freiburg keine Ermittlungen gegen Klümper und andere vor.

### Krivec-Studie 2017
Der Pharmazeut Simon Krivec befragte in seiner an der Universität Hamburg angefertigten Dissertation ehemalige männliche Top-Sportler des Deutschen Leichtathletik-Verbandes (DLV) zu ihrem Umgang mit anabolen-androgenen Steroiden. Im Ergebnis gaben 31 Top-Leichtathleten an, in ihrer aktiven Zeit von Mitte der 1960er Jahre bis in die späten 1980er Jahre hinein Anabolika-Missbrauch zum Zwecke der Leistungssteigerung betrieben zu haben. Wie in der Dissertation durch Dosierungspläne, Grafiken und statistische Auswertungen detailliert dargestellt, ähneln Mengen und Zeiträume dem DDR-Staatsdoping. Die von den Athleten eingenommenen Dosierungen lagen dabei in fast allen Fällen weit über den Empfehlungen der Arzneimittel-Hersteller. Die bevorzugten Medikamente waren Dianabol und Stromba und wurden häufig über Rezept bezogen. Bis auf wenige Ausnahmen seien die ausgestellten Rezepte von den gesetzlichen Krankenkassen bezahlt worden.
Im Zuge der Berichterstattung in den Medien bekannten sich die ehemaligen Athleten Klaus-Peter Hennig, Alwin Wagner, Gerd Steines und Hein-Direck Neu († 2017) öffentlich, Anabolika missbräuchlich eingesetzt zu haben und Teilnehmer der Untersuchung Krivecs gewesen zu sein. Neben den in Bezug zu Doping bekannten Freiburger Ärzten Armin Klümper und Joseph Keul, werden in Krivecs Doktorarbeit auch weitere Namen und Fallbeispiele detailliert behandelt und bisher unveröffentlichte Dokumente eingesehen.
Die Studie löste in der deutschen Sportpolitik eine breite Diskussion um die Spitzensportförderung aus. Sowohl Politiker als auch die deutschen Sportfunktionäre des Deutschen Olympischen Sportbundes (DOSB) und des Deutschen Leichtathletik-Verbandes (DLV) äußerten sich öffentlich und gaben wiederholt an, die Missstände aufarbeiten zu wollen und präventive Maßnahmen zu ergreifen.

## Olympische Sommerspiele 1976 Montreal
Die Olympischen Sommerspiele 1976 stellten eine Zäsur im westdeutschen Doping-Einsatz dar. In Montreal kam es zum massiven Einsatz von Dopingmitteln. Dabei standen in der Leichtathletik Anabolika ganz oben auf der Liste der verabreichten Mittel. Die Süddeutsche Zeitung recherchierte, dass westdeutsche Schwimmer in Montreal mit „aufgeblasenen Eingeweiden antreten sollten“. Erkenntnisse, ob die sogenannte „Aktion Luftklistier“ funktioniert hat und weitere Details vermutet die Zeitung im DSV-Archiv.
In diesem Zusammenhang wurden auch Vorwürfe laut, nach denen es auch systematische Verabreichung verbotener Substanzen an Minderjährige gegeben haben soll.